# AIDA

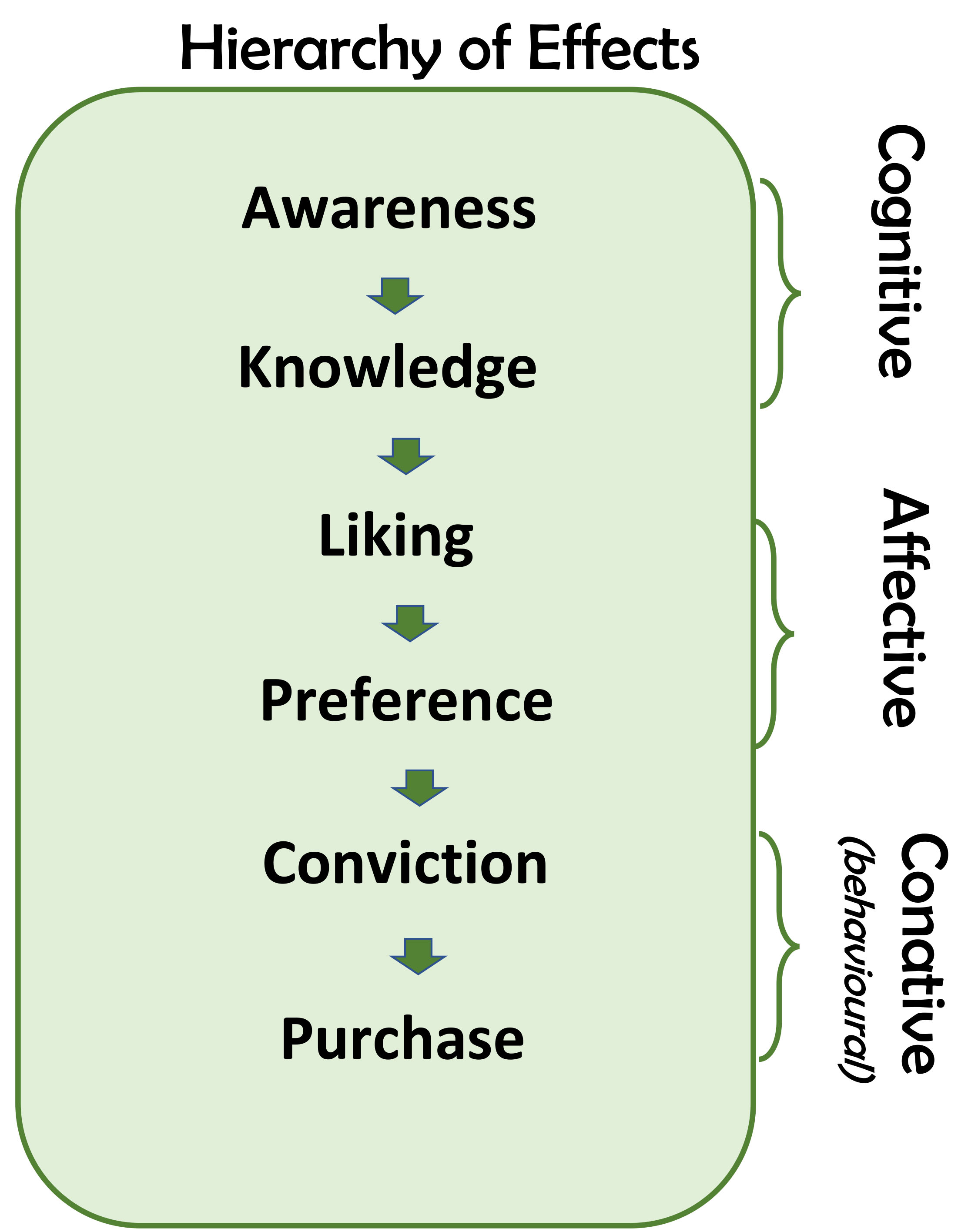
Hierarquia generalizada de sequência de efeitos

O AIDA é um modelo de marketing dentro da classe conhecida como modelos de hierarquia de efeitos ou modelos hierárquicos, todos os quais implicam que os consumidores passam por uma série de etapas ou estágios quando tomam decisões de compra. Esses modelos são modelos lineares e sequenciais construídos na suposição de que os consumidores passam por uma série de estágios cognitivos (pensamento) e afetivos (sentimento) culminando em um estágio comportamental (fazer, por exemplo, compra ou teste.

## Etapas propostas pelo modelo AIDA
As etapas propostas pelo modelo AIDA são as seguintes:
- Atenção – O consumidor toma conhecimento de uma categoria, produto ou marca (geralmente por meio de publicidade)

↓
- Interesse – O consumidor se interessa ao aprender sobre os benefícios da marca e como ela se encaixa no estilo de vida

↓
- Desejo  –  O consumidor desenvolve uma disposição favorável em relação à marca

↓
- Ação – O consumidor forma uma intenção de compra, faz uma pesquisa, realiza um teste ou faz uma compra

Algumas das variantes contemporâneas do modelo substituem a atenção pela conscientização . O ponto comum entre todos os modelos hierárquicos é que a publicidade opera como um estímulo (S) e a decisão de compra é uma resposta (R). Em outras palavras, o modelo AIDA é um modelo estímulo-resposta aplicado. Vários modelos hierárquicos podem ser encontrados na literatura, incluindo a hierarquia de efeitos de Lavidge, DAGMAR e variantes do AIDA. Os modelos hierárquicos dominaram a teoria da publicidade, e, desses modelos, o AIDA é um dos mais amplamente aplicados.
À medida que os consumidores se movem pela hierarquia de efeitos, eles passam por um estágio de processamento cognitivo e um estágio de processamento afetivo antes que qualquer ação ocorra. Assim, todos os modelos de hierarquia de efeitos incluem Cognição (C)- Afeto (A)- Comportamento (B) como as etapas principais na sequência comportamental subjacente. Alguns textos se referem a essa sequência como modelos Aprendizagem → Sentimento →
Cognição (Consciência/aprendizagem) → Afeto (Sentimento/interesse/desejo) → Comportamento (Ação, por exemplo, compra/teste/consumo/uso/compartilhamento de informações)

O funil de compras ilustra o número relativo de compradores em potencial ao longo do tempo

O modelo básico AIDA é um dos hierárquicos mais antigos, tendo sido usado por mais de um século. Usar um sistema hierárquico, como o AIDA, fornece ao profissional de marketing uma compreensão detalhada de como o público-alvo muda ao longo do tempo e fornece insights sobre quais tipos de mensagens publicitárias provavelmente serão mais eficazes em diferentes momentos. Movendo-se de passo em passo, o número total de clientes potenciais diminui. Este fenômeno é às vezes descrito como um "funil de compra". Um número relativamente grande de compradores em potencial toma conhecimento de um produto ou marca e, então, um subconjunto menor se interessa, com apenas uma proporção relativamente pequena avançando para a compra real. Este efeito também é conhecido como "funil de cliente", "funil de marketing" ou "funil de vendas".
O modelo também é usado extensivamente em vendas e publicidade. De acordo com o original, "os passos a serem tomados pelo vendedor em cada estágio são os seguintes:
Estágio I. Garantir a atenção.
Estágio II. Prenda a atenção por meio do interesse.
Estágio III. Desperte o desejo.
Estágio IV. Crie confiança e crença.
Estágio V. Decisão e ação seguras.
Estágio VI. Criar satisfação."

### Críticas
Uma grande deficiência do modelo AIDA e de outros modelos hierárquicos é a ausência de efeitos pós-compra, como satisfação, consumo, comportamento de clientelismo repetido e outras intenções comportamentais pós-compra, como referências ou participação na preparação de avaliações de produtos online. Outras críticas incluem a dependência do modelo de uma natureza linear e sequência hierárquica. Em estudos empíricos, descobriu-se que o modelo era um preditor ruim do comportamento real do consumidor. Além disso, uma extensa revisão da literatura em torno dos efeitos da publicidade, realizada por Vakratsas e Ambler, encontrou pouco suporte empírico para os modelos hierárquicos.
Outra crítica importante aos modelos hierárquicos é a sua dependência do conceito de um processo de resposta linear e hierárquico. Na verdade, algumas pesquisas sugerem que os consumidores processam informações promocionais por meio de vias duplas, ou seja, cognitivas (pensamento) e afetivas (sentimento) simultaneamente. Essa percepção levou ao desenvolvimento de uma classe de modelos alternativos, conhecidos como modelos integrativos.

### Variantes
Para corrigir algumas das deficiências do modelo, vários modelos hierárquicos contemporâneos modificaram ou expandiram o modelo básico AIDA. Alguns deles incluem estágios pós-compra, enquanto outras variantes apresentam adaptações projetadas para acomodar o papel da nova mídia digital e interativa, incluindo mídia social e comunidades de marca. No entanto, todos seguem a sequência básica que inclui Cognição-Afeto-Comportamento.
Variantes selecionadas do AIDA:
Modelo AIDA básico: Conscientização → Interesse → Desejo → Ação
Hierarquia de efeitos de Lavidge et al: Consciência → Conhecimento → Gosto → Preferência → Convicção → Compra
Modelo de McGuire: Apresentação → Atenção → Compreensão → Cedência → Retenção → Comportamento.
Modelo AIDA modificado: Consciência → Interesse → Convicção → Desejo → Ação (compra ou consumo)
Modelo AIDAS: Atenção → Interesse → Desejo → Ação → Satisfação
Modelo AISDALSLove: Conscientização → Interesse → Pesquisa → Desejo → Ação → Gosto/Desgosto → Compartilhamento → Amor/Ódio